# Condado de Dickinson (Iowa)
O Condado de Dickinson é um dos 99 condados do estado norte-americano de Iowa. A sede do condado é Spirit Lake, que é também a sua maior cidade. O condado tem uma área de 1046 km² (dos quais 60 km² estão cobertos por água), uma população de 16 424 habitantes, e uma densidade populacional de 17 hab/km² (segundo o censo nacional de 2000). O condado foi fundado em 1857 e recebeu o seu nome em homenagem a Daniel S. Dickinson (1800–1866), senador pelo estado de Nova Iorque.